# تارتار سالمون
تارتار سالمون با ماهی سالمون خام تازه و چاشنی تهیه می‌شود. معمولاً روی کراکر یا نان پخش می‌شود و به عنوان پیش غذا مصرف می‌شود. برای تهیه معمول در آلمان، فیله سالمون خرد شده نمک و فلفل می‌شود، با موسیر یا پیاز ریز خرد شده، احتمالاً پیازچه یا ریحان مخلوط می‌شود و با سرکه یا آب لیمو، روغن و ادویه‌هایی مانند شوید یا گشنیز چاشنی می‌شود.